# Torre de cerveza

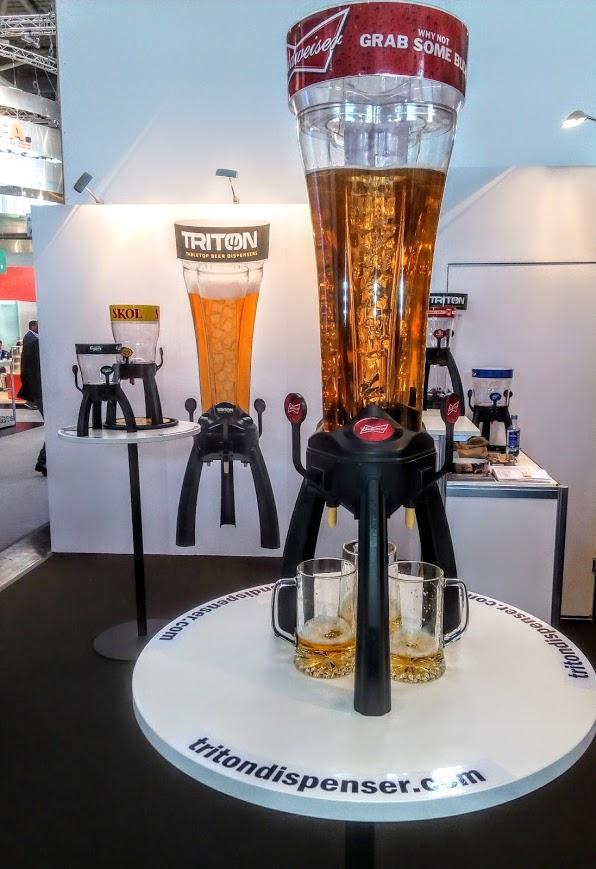
Torre de cerveza de dispensación triple

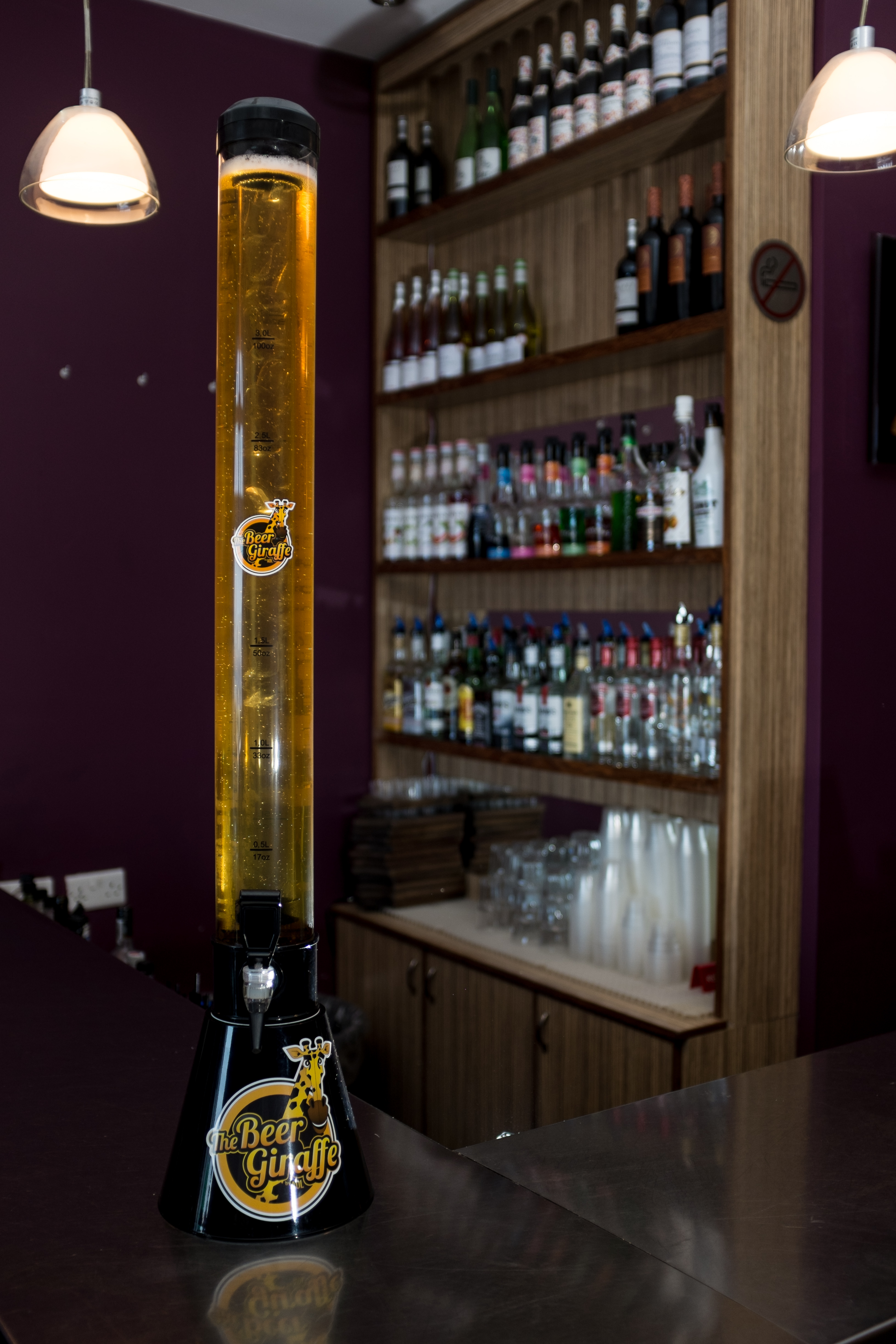
Torre de cerveza cónica

Una torre de cerveza, también conocida como un dispensador portátil de cerveza, dispensador tritón o jirafa, es un aparato dispensador de esa bebida utilizado en bares y restaurantes. Su finalidad es posibilitar que clientes de un mismo grupo puedan servirse la cantidad deseada sin pedirla de forma individual.
El dispositivo puede tener distintas capacidades, pero es común que sea el doble o triple del tamaño estándar de una jarra cerveza de 48-60 Onzas U.S. (1.4-1.8L).
Las versiones iniciales tenían forma de cilindro plástico con un grifo en la parte inferior. Los modelos más actuales pueden tener varias válvulas para posibilitar la dispensación simultánea. 
El enfriamiento suele conseguirse mediante contenedores de hielo o bloques de gel congelables. Estos, a su vez, pueden ser internos (tradicional) o externos (para mayor higiene durante el manejo).
El mecanismo de dispensación puede ser un grifo cervecero simplificado o un sistema de dispensación patentado especial.

## Historia

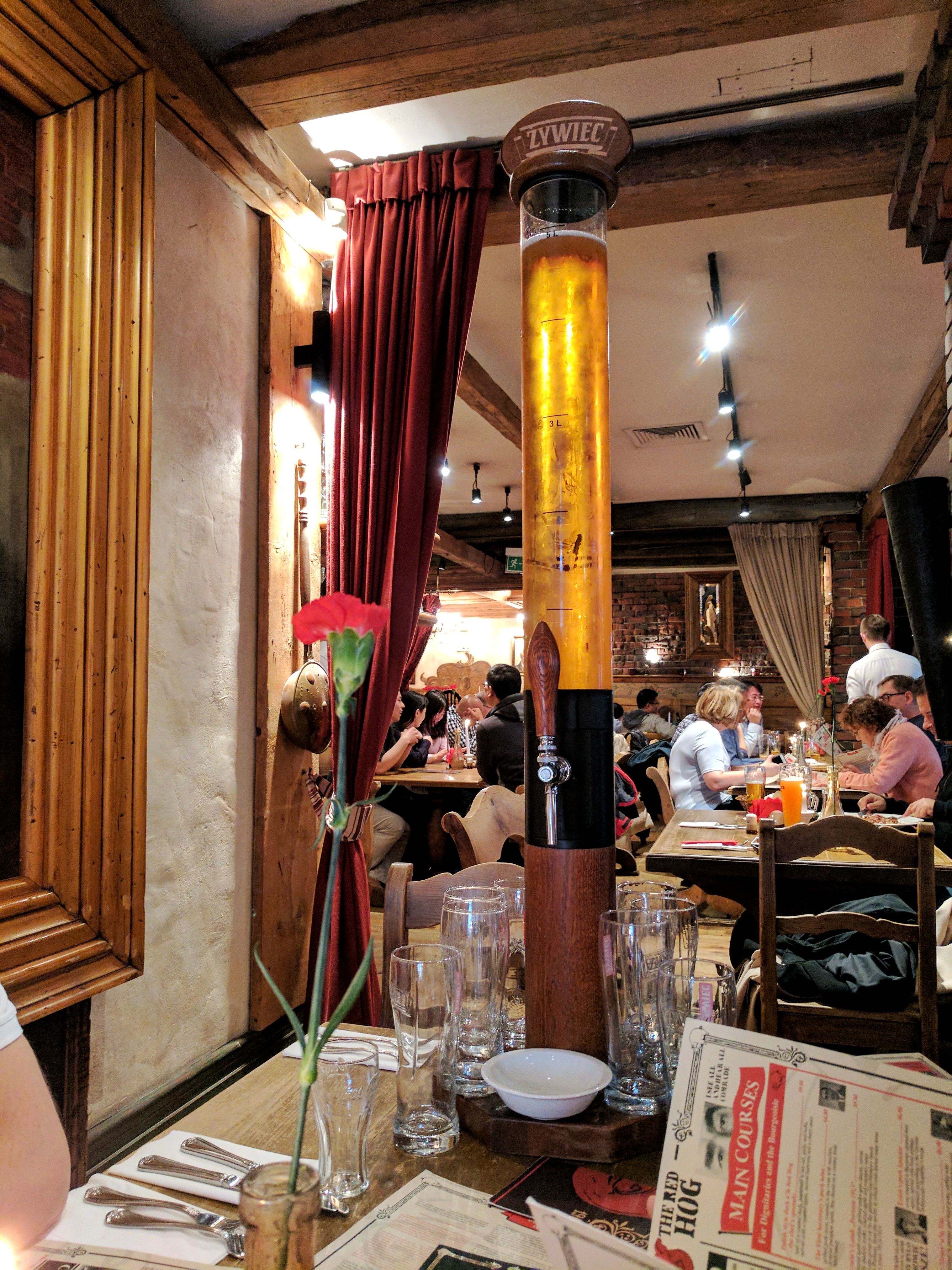
Una torre de cerveza en Varsovia, Polonia

El antepasado de la torre de cerveza moderna se llamaba barril de cerveza portátil o grifo de picnic, ya que el dispositivo era utilizado casi siempre en acontecimientos exteriores, como comidas campestres. Solían ser más grandes que torres de cerveza modernas. El método consistía en bombear a mano aire hacia el interior del contenedor; la presión adentro forzaba la expulsión de la cerveza por el grifo. Había también una variante con barriles de cerveza que actuaba sin presión añadida, por gravedad, más parecido a los sistemas actuales.

## Uso

### Sureste Asia y Australia
La torre de cerveza es popular en barras y clubes por todas partes Tailandia, Malasia, Singapur, y las Filipinas. Desde entonces 2012, la torre de cerveza ha aparecido en barras australianas después de que ser utilizado por primera vez en Queensland.

### Estados Unidos
Los tritones son de gran popularidad en Estados Unidos, ya que la demanda de cerveza en los bares incrementó en gran escala a partir del 2018.

### India
Los dispensadores de bebida de autoservicio se utilizan en India desde 2017.

### Irlanda
Como ya sabemos Irlanda es una de las potencias mas grandes mundial mente para el consumo de bebidas alcohólicas, desde 2017 se introdujeron las yardas y el tritón a sus magnos eventos de consumo de alcohol